# Elecciones parlamentarias de Dinamarca de 1975
Las elecciones parlamentarias se celebraron en Dinamarca el 9 de enero de 1975. El resultado fue una victoria para el Partido Socialdemócrata, que ganó 53 de los 179 escaños. La participación electoral fue del 88.2% en Dinamarca continental, 56.1% en las Islas Feroe y 68.7% en Groenlandia.
Afirmando que prefería consultar al electorado después de que la mayoría de las partidos en el Folketing se habían opuesto al plan de crisis económica de la minoría del Gobierno liberal del Primer Ministro Poul Hartling este el 5 de diciembre de 1974, convocó a elecciones.
En el Parlamento saliente elegido en diciembre de 1973, el Primer Ministro Liberal Hartling, con 22 escaños, era de hecho muy dependiente del apoyo obtenido de otros grupos de derecha y de centro. Como la crisis económica se profundizó, los liberales propusieron congelar todos los precios y ganancias en 1975 para combatir la inflación creciente (más del 15%) y el desempleo (estimado al 10%), así como extender todos los acuerdos laborales hasta 1975 y prohibir temporalmente los ajustes salariales automáticos vinculados al índice del costo de la vida. El tema de la economía dominaba la campaña electoral. El programa económico de los liberales, en particular la congelación de los salarios, era objetado por los partidos y los sindicatos socialistas del país. Los Social Demócratas, el mayor grupo político del saliente Folketing, vieron la propuesta congelar los salarios como una interferencia en la negociación colectiva.
Más del 88% de las personas habilitadas para votar lo hicieron. Mientras que una vez más ningún partido obtuvo la mayoría absoluta, los liberales casi doblaron su representación, superando al Partido del Progreso que proponía la eliminación de varios impuestos y en la anterior elección había sido la segunda fuera política del país. Sin embargo la victoria de los liberales se debía en gran parte a la caída en apoyos de antiguos aliados: conservadores, radicales y demócratas del centro, en lugar de haberle ganado votos a los grupos de izquierda.
Después de varios intentos de formar otro gobierno de coalición, el Primer Ministro saliente Paul Hartling renunció el 29 de enero después del que el Folketing votó a favor de una moción de censura que pedía mayores esfuerzos para formar una mayoría de Gobierno. Tras una mayor negociación entre las partes, la minoría Social Demócrata de Anker Jørgensen juró el cargo el 13 de febrero de 1975.

## Resultados
|                                |           |       |         |     |
| Partido                        | Votos     | %     | Escaños | +/– |
| Dinamarca                      |           |       |         |     |
| Socialdemócratas               | 913.155   | 29.94 | 53      | +7  |
| Venstre                        | 711.298   | 23.33 | 42      | +20 |
| Partido del Progreso           | 414.219   | 13.58 | 24      | -4  |
| Partido Social Liberal         | 216.553   | 7.10  | 13      | -7  |
| Partido Popular Conservador    | 168.164   | 5.51  | 10      | -6  |
| Demócratas Cristianos          | 162.734   | 5.34  | 9       | +2  |
| Partido Popular Socialista     | 150.963   | 4.95  | 9       | -2  |
| Partido Comunista de Dinamarca | 127.837   | 4.19  | 7       | +1  |
| Demócratas de Centro           | 66.316    | 2.17  | 4       | -10 |
| Izquierda Socialista           | 63.579    | 2.08  | 4       | +4  |
| Partido Justicia               | 54.095    | 1.77  | 0       | -5  |
| Independientes                 | 539       | 0.04  | 0       | 0   |
| Votos en blanco/nulos          | 18.850    | –     | –       | -   |
| Total                          | 3.068.302 | 100   | 175     | -   |
| Islas Feroe                    |           |       |         |     |
| Partido de la Igualdad         | 4.112     | 28.6  | 1       | -   |
| República                      | 3.563     | 25.1  | 1       | -   |
| Partido Unionista              | 3.219     | 19.2  | 0       | -   |
| Partido Popular                | 2.957     | 20.4  | 0       | -   |
| Votos en blanco/nulos          | 43        | –     | –       | –   |
| Total                          | 13.808    | 100   | 2       | 0   |
| Groenlandia                    |           |       |         |     |
| Independientes                 | 16.649    | 100   | 2       | 0   |
| Votos en blanco/nulos          | 421       | –     | –       | -   |
| Total                          | 17.070    | 100   | 2       | 0   |
| Fuente: Nohlen & Stöver        |           |       |         |     |